# Đảo Kume

Kuma có màu nâu

Kume (久米 (Cửu Mễ) Kumejima-chō, Okinawa: Kumi), là một đảo thuộc Quận Shimajiri, Okinawa, Nhật Bản. Đảo có diện tích 59,11 km².và dân số là 8.713 người (2010).